# سكوتي تو هوتي

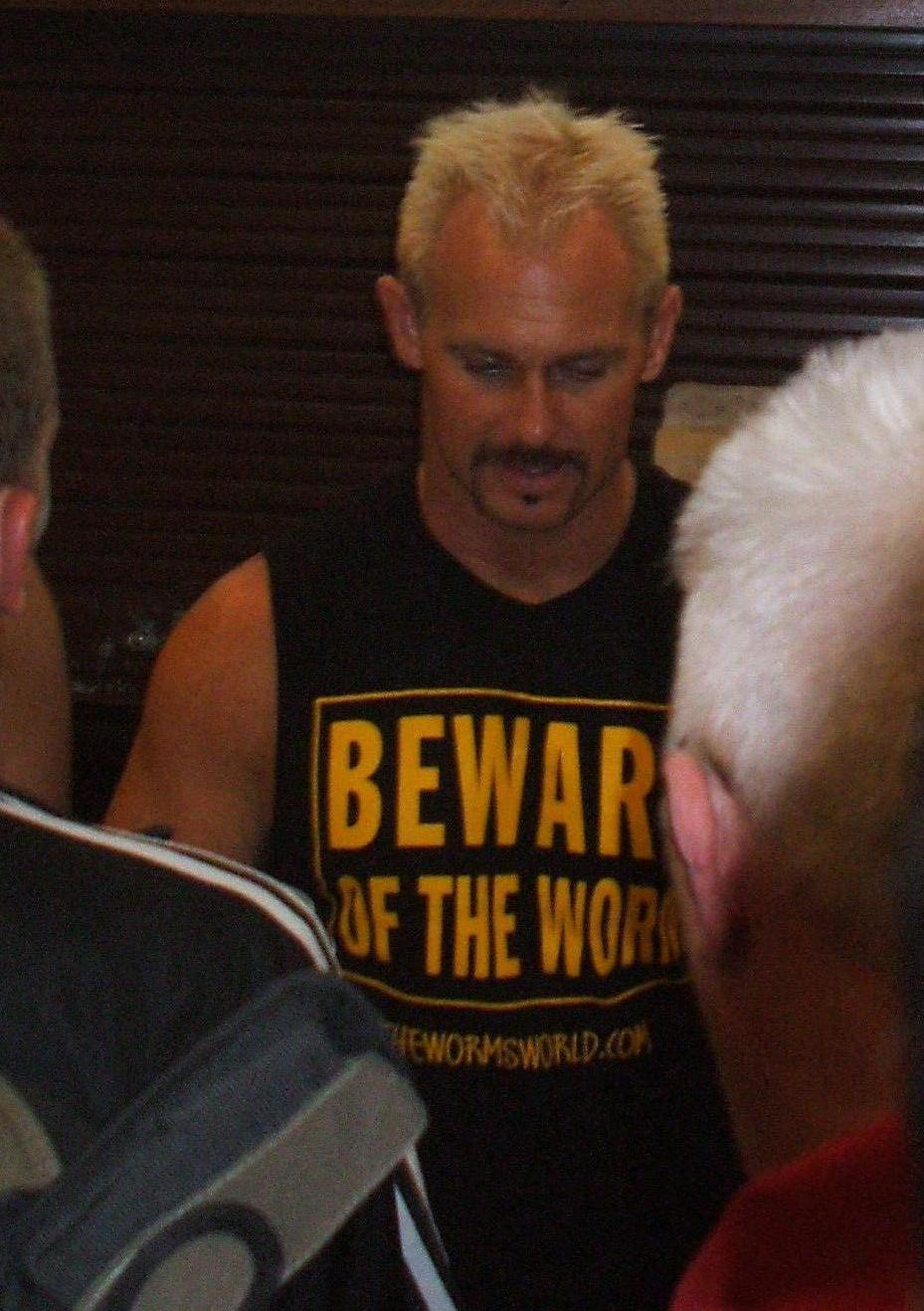

سكوت رولاند غارلاند (بالإنجليزية: Scott Ronald Garland) (ولد 2 يوليو 1973م) هو مصارع أمريكي محترف، يعمل حالياً في دبليو دبليو إي في سماكداون، في قسم الوزن الخفيف cruiserweight .اشتهر كثيراً باسمه الحالي سكوتي تو هوتي (بالإنجليزية: Scotty 2 Hotty) وهو اسمه على الحلبات وكذلك يستعمل Scott Taylor. أول ظهور له كان في عام: 1989م

## مسيرته كمصارع
لقد صارع سكوتي تو هوتي في الاتحاد الإنجليزي New England Wrestling Association وربح لقب التاج تيم والعديد من الألقاب الفردية، وذلك قبل ان يلتحق باتحاد الدبليو دبليو اف WWF عام 1993م، ولقد بدأ سكوتي تو هوتي مسيرته في هذا الاتحاد باسم Scott Taylor ، وحقق نجاحاً صغيراً كمصارعاً فردياً، وفعل ذلك وكأنه تاجر جملة يتنقل من بين الاتحادات المختلفة.
وفي عام 1998م، انضم سكوتي تو هوتي إلى المصارع Brian Christopher وذلك لتشكيل فريق تاج تيم رائع جداً ويسمى Too Much ، وكان ليس لديهم اسم اصلاً ويصارعون هكذا، ولقد شكل هذا الثنائي فريقاً رائعاً وعملوا بانتظام ليظهروا في عروض المصارعة يوم السبت وكان سكوتي يفعل حركاته البهلوانية مع جراند ماستر، وكان يفعل أيضاً حركة الـ straight man ، وفي وقت لاحق أصبح سكوتي يفعل حركات جراند ماستر وعندما يدخل الحلبة يفعلها، وغير اسمه إلى الاسم الجديد وهو: Scott "Too Hot" Taylor .
ولقد حقق هذا الفريق نجاحاً صغيراً باسم Too Much ، ولكنهم جذبوا الكثير من الانتباه بسبب حيلهم الجنسية الغامضة، وحجز الاثنان ليظهرا في البث المباشر على الشاشات عام 1999م في St. Valentine's Day Massacre pay-per-view ، ولكن حياة أب جراند ماستر الحقيقة عارضت (كما فعل سكوتي وجراند ماستر) وكان محور هذه القصة مما مضى.
وفي وقت متأخر من عام 1999م، بدل سكوتي تو هوتي وجراند ماستر اسماؤهم إلى توو كوول Too Cool ، وعملوا بذلك ظهورهم الأول عن طريق التدخل في مباراة من Sunday Night Heat ، وكانت حيلة الفريق هذه اصلاً من ألغاز الهيب هوب المحيرة، ولقد بدأوا يصبحون مشهورين واكتسبوا شعبية كبيرة من قبل الأنصار والجماهير، وانضم إليهم في وقت المصارع ريكيشي Rikishi ، وشكلوا فريق من ثلاثة مصارعين، ولقد عمل هذا الفريق عداوة مع Radicalz الواصل حديثاً، واستمر سكوتي تو هوتي في مسيرته ليحصل على العديد من المباريات البارزة في تاريخه، وقد حصل على بطولة الدبليو دبليو اف للوزن الثقيل WWF Light Heavyweight Championship مع المصارع دين ميلانكو Dean Malenko وأيضاً حصل فريق توو كوول على بطولة التاج تيم الأولى لهم WWF World Tag Team Championship .
ولقد انفصل هذا الفريق بعد أن تخلى عنهم المصارع ريكيشي، وايضاً بعد أن اصيب سكوتي تو هوتي في كاحله وتم التحفظ على جراند ماستر لمحاولته تهريب المخدرات عبر الحدود الكندية، ولقد عاد سكوتي تو هوتي في متاخر من عامي 2000م و 2001م ليشكل فريق تاج تيم اسمه Zoo Crew
مع المصارع البرت Albert ، ولكن شريكه ضربه في النهاية، وفي شهر مايو عام 2002م، عانى سكوت تو هوتي من اصابة عنيفة في رقبته، وكان لابد له من إجراء عملية، وقد تستغرق 17 شهراً قبل ان يعود سكوتي تو هوتي عودة كاملة، ويتحد مع ريكيشي من جديد، وربح هذا الفريق بطولة التاج تيم WWE Tag Team Championship وذلك في سماكداون، وبعد أن تخلى عنه ريكيشي مرة أخرى، لاقى سكوتي تو هوتي نجاحاً ضغيراً كمصارع فردي، وكان يستعمل في الاساس لوضع اللوم على المصارعين الآخرين مثل: Mordecai و MNM و The Mexicools .
وجاءت دفعة سكوتي تو هوتي التالية عندما بدأ عداوته مع المصارع ويليام ريجل William Regal
، ولقد بدأ هذا العداء عندما ترك ويليام ريجل المصارع سكوتي تو هوتي في أثناء مباراة تاج تيم ضد فريق المصارعين المكسيكيين The Mexicools ، واشتعلت تلك العداوة عندما هاجم سكوتي تو هوتي المصارع ويليام ريجل في الفيلوسيتي WWE Velocity ، وفي الحدث التالي في الفيلوسيتي، والذي اذيع بتاريخ 27 أغسطس عام 2005م، كانت هناك مباراة بين سكوتي تو هوتي وويليام ريجل، وقد الغيت تلك المباراة عندما تدخل المصارع Paul Burchill لمساعدة ويليام ريجل في الإيقاع بالمصارع المنافس وهو سكوتي تو هوتي، واستمر عداء سكوتي تو هوتي مع الاثنان لفترة قصيرة، وذلك قبل ان يعود سكوتي للفيلوسيتي من جديد.
واستمر سكوتي ليصبح مصارعاً أساسياً في سماكداون، في قسم cruiserweight وليتميز على البقية خلال هذه الفترة وإلى عام 2006م، واستمر أيضا في منافساته الشديدة في فيلوسيتي، ولكن أثناء يوم 17 فبراير 2006م، عرض سكوتي للعب في الحدث الرئيسي واستبدلوا مكانه المصارع كيد كاش Kid Kash (وذلك بسبب أمور عائلية خاصة به)، وكان ذلك على مباراة لقب الـ WWE Cruiserweight Championship ، ومع ذلك فشل سكوتي في محاولته هذه ولم يستطيع هزيمة البطل Gregory Helms (وهو والعديد من أبطال الوزن الخفيف دخلوا في عداء طويل مع هذا البطل استمر حتى الآن).

## روابط خارجية
- سكوتي تو هوتي على موقع IMDb (الإنجليزية)
- سكوتي تو هوتي على موقع قاعدة بيانات الفيلم (الإنجليزية)
- سكوتي تو هوتي على موقع WrestlingData.com (الإنجليزية)
- سكوتي تو هوتي على موقع CageMatch worker (الإنجليزية)
- سكوتي تو هوتي على موقع قاعدة بيانات المصارعة على الإنترنت (الإنجليزية)
- سكوتي تو هوتي على موقع عالم المصارعة على الإنترنت (الإنجليزية)